# Camponotus inconspicuus
Camponotus inconspicuus é uma espécie de inseto do gênero Camponotus, pertencente à família Formicidae.